# Wienermobile

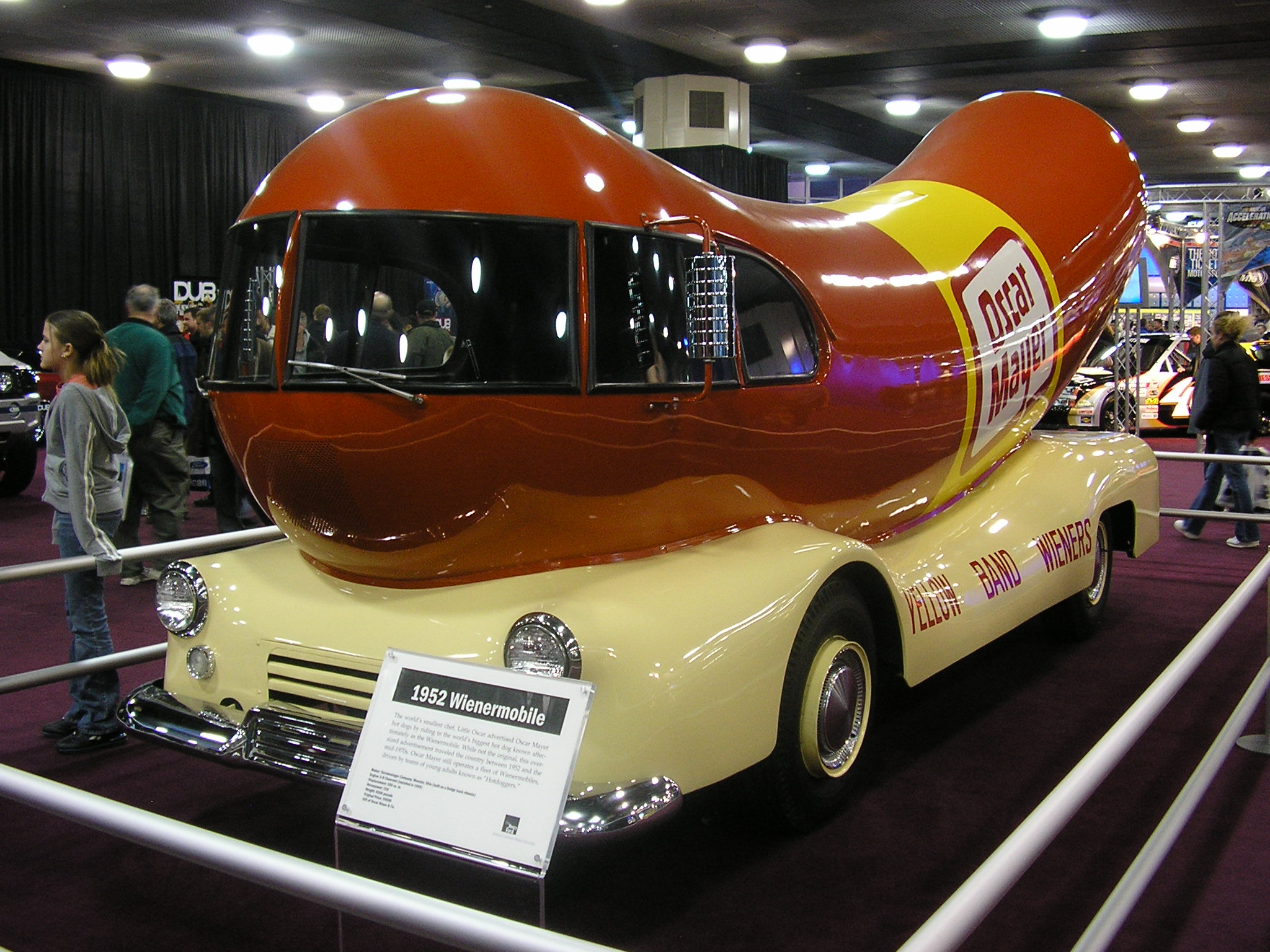
La Wienermobile de 1952.

La Wienermobile est un véhicule automobile publicitaire utilisé par la marque agroalimentaire américaine Oscar Mayer.
En allemand, « Wiener » est une saucisse de Vienne. Le terme est largement utilisé aux États-Unis pour nommer la saucisse des hot-dogs, un sandwich très populaire. « Wienermobile » signifie donc « véhicule saucisse ».

## Histoire
C'est en 1936 qu'apparut la toute première Wienermobile en forme de hot-dog. Depuis cette date, huit modèles différents se sont succédé. Le modèle datant de 2004, long de 8,23 mètres (27 pieds), est équipé d'un microphone et d'une sonorisation capable de jouer le jingle publicitaire de la marque en vingt-et-un styles musicaux différents (de la musique cadienne, au rap en passant par la bossa nova).

## Description
Au cours du temps différents châssis et moteurs ont été utilisés. La partie basse du véhicule anciennement beige sur les plus anciens modèles et jaune sur les plus récents représente le pain tandis que la partie supérieure orange, contenant l'habitacle prend la forme d'une saucisse. Les modèles récents ont été construits en Californie à Santa Barbara. 
On décompte actuellement six Wienermobiles « classiques » en service sur les routes des États-Unis, toutes dotées d'une plaque d'immatriculation spéciale les identifiant comme « BIG BUN », « BOLOGNA », ou « YUMMY ».
Il existe aujourd'hui d'autres types de véhicules, comme une Mini (appelée « WienerMini »), aménagée en Wienermobile.

## Accidents
En juillet 2009, une Wienermobile classique s'est encastrée jusqu'à « mi-saucisse » dans une maison à Mount Pleasant (Wisconsin). Le 16 février 2015, une autre a été accidentée sur une route enneigée de Pennsylvanie, heurtant un poteau.

## Galerie

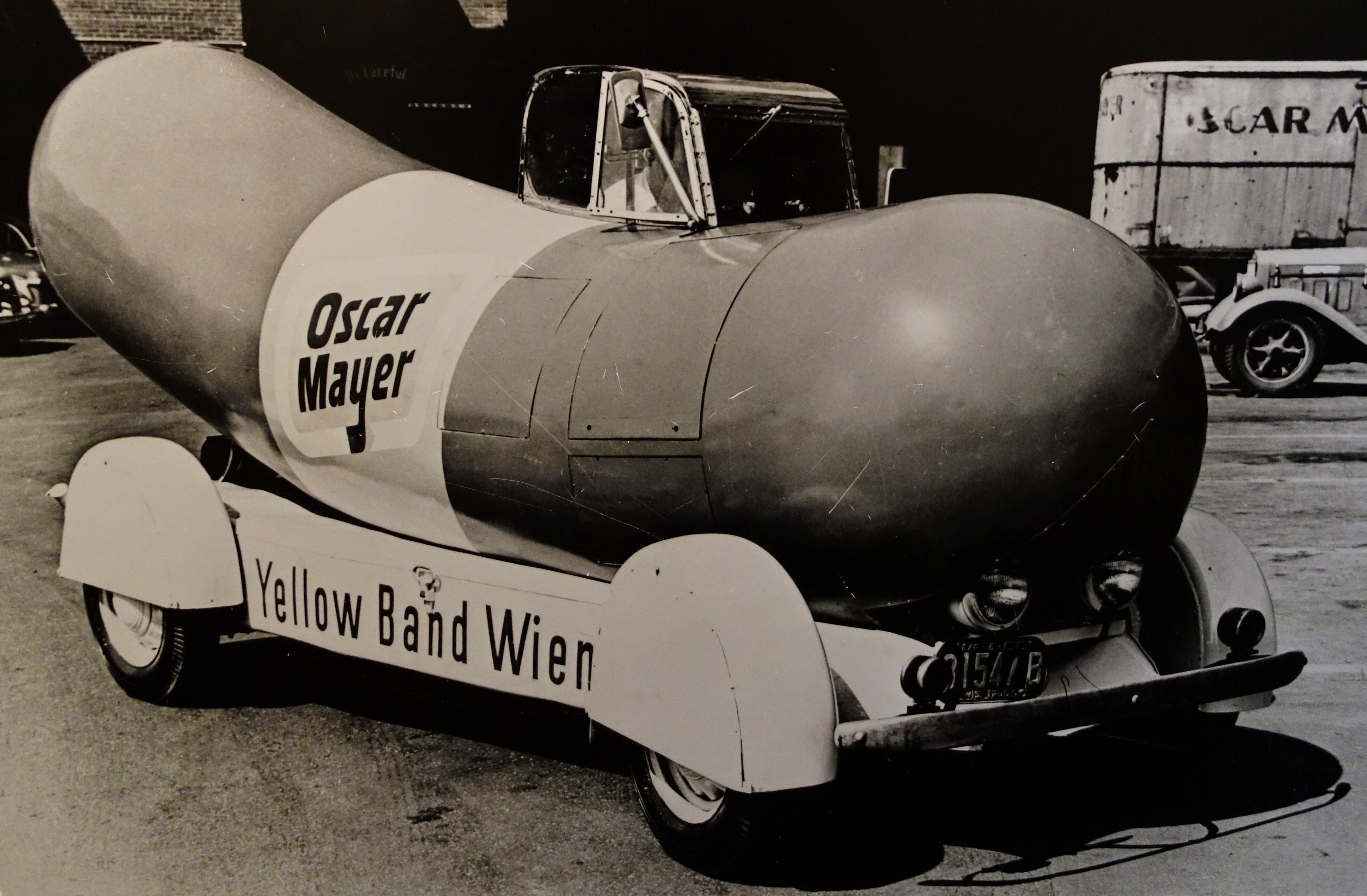
La première Wienermobile (1936).
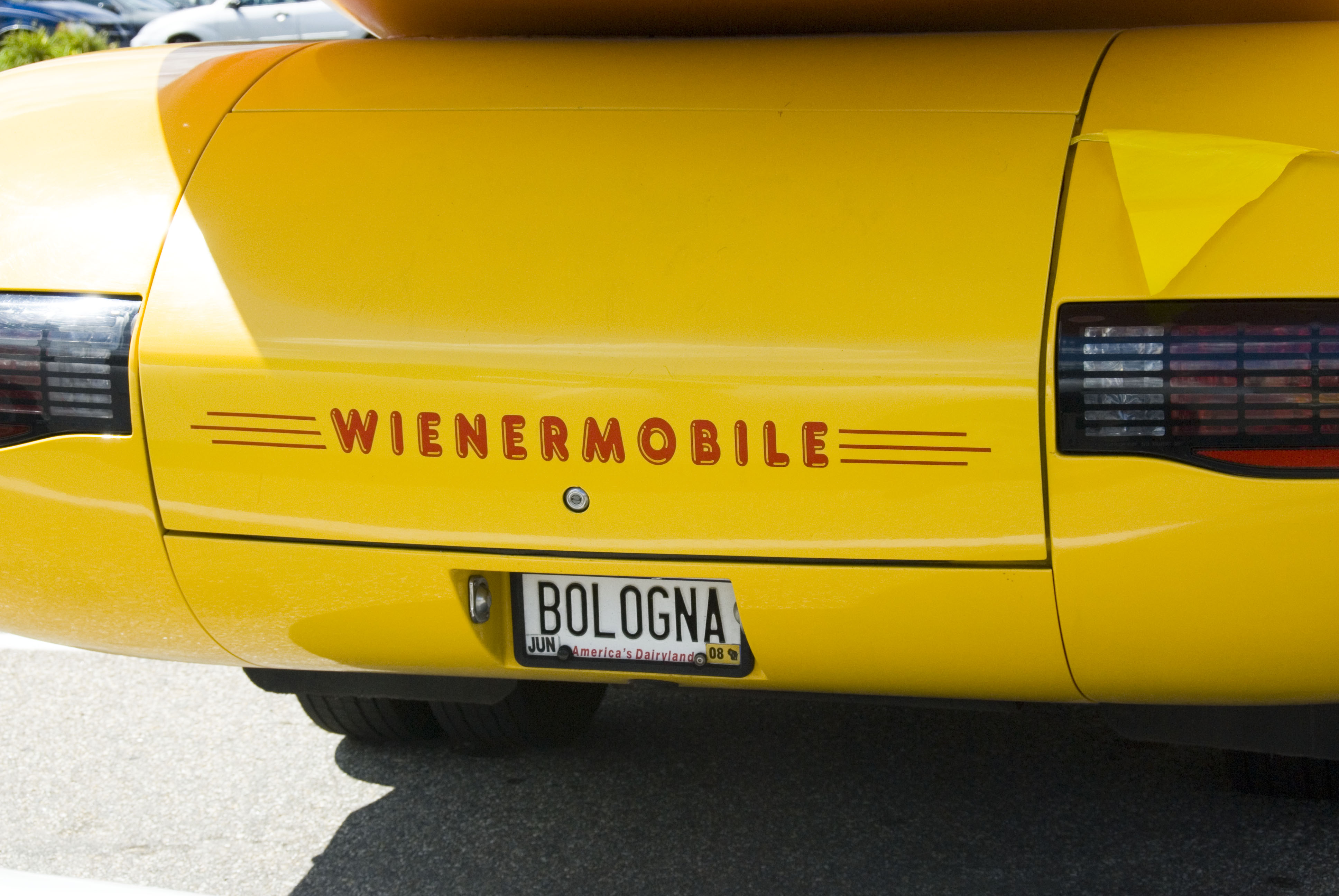
Plaque d'immatriculation.
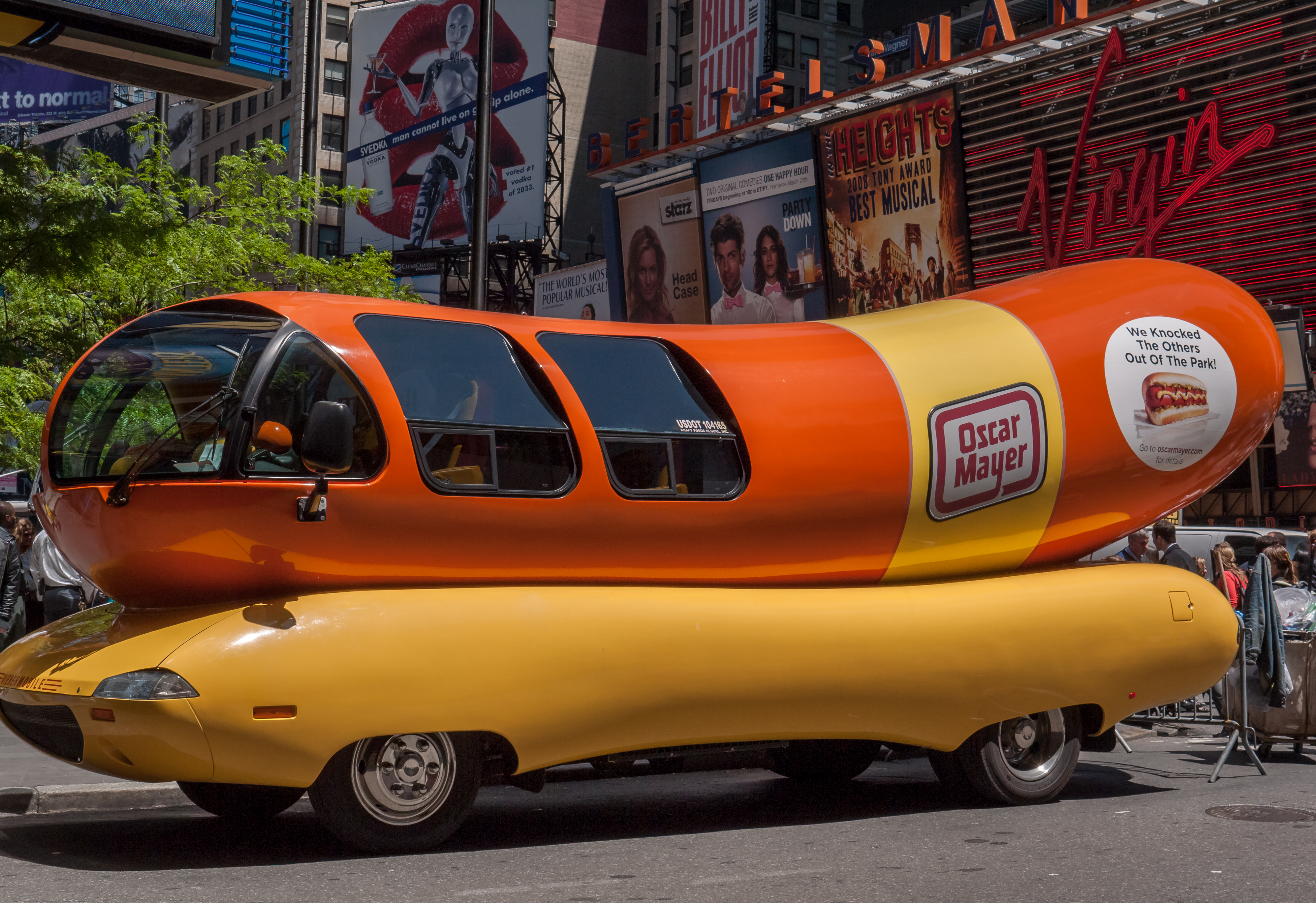
Une Wienermobile à New York en 2009.
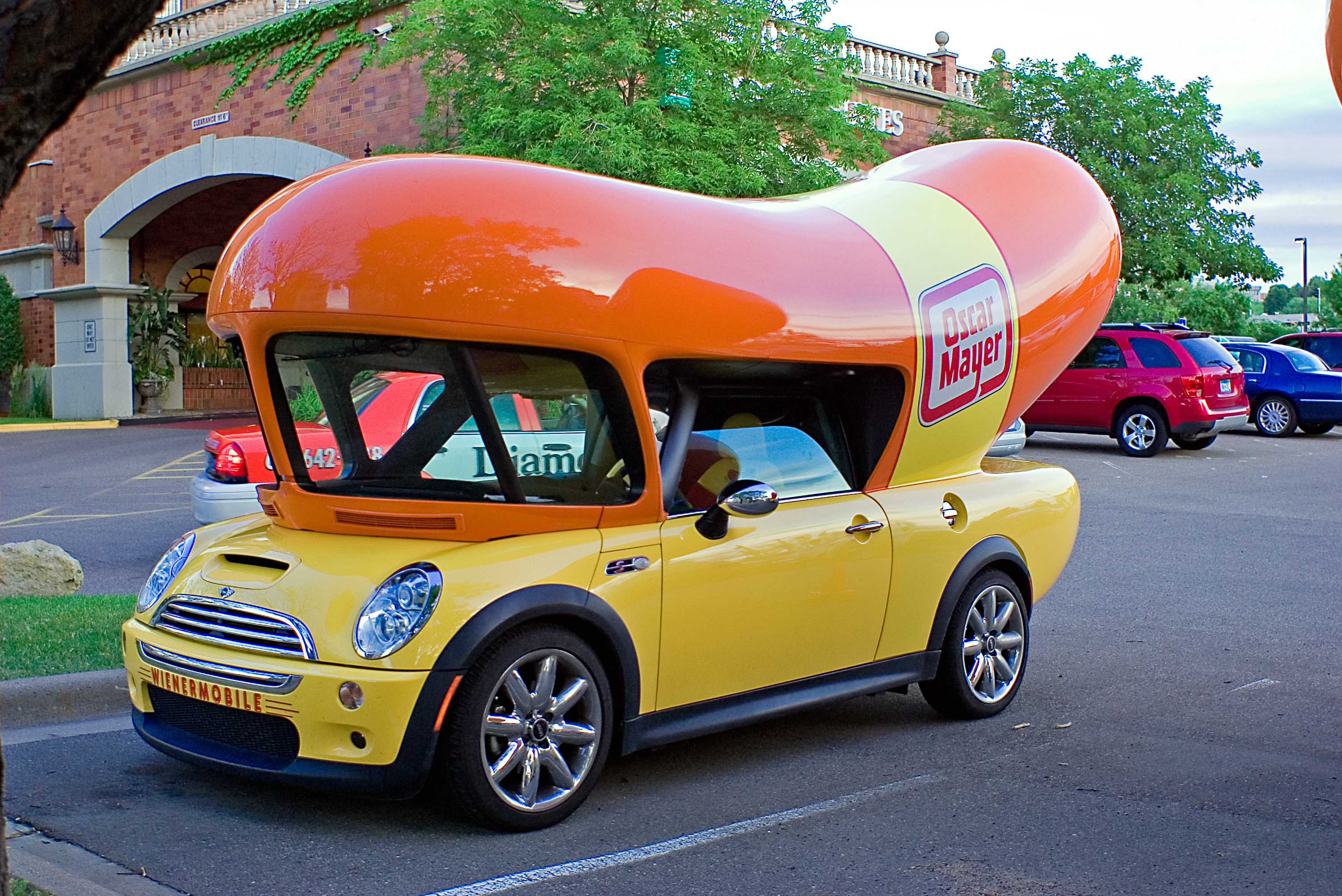
Une Mini aménagée en Wienermobile.

## Jouets
Les marques de jouets Hot Wheels et Matchbox en ont réalisé et commercialisé plusieurs répliques miniatures à l'échelle 1:64e.